# Michel Simon
François Joseph Simon, echte naam van Michel Simon (Genève, 9 april 1895 - Bry-sur-Marne, 30 mei 1975) was een Franstalig Zwitsers toneel- en filmacteur, een van de monstres sacrés van de Franse cinema. Tussen 1920 en 1975 vertolkte hij een honderdtal filmrollen en was hij in 55 toneelstukken te zien.  
Hij was de vader van acteur François Simon. 

## Biografie

### Afkomst en beginjaren
Michel Simon werd geboren in Genève waar zijn vader spekslager was. Hij hield zijn studies niet lang vol en hij verliet zijn familie om naar Parijs te trekken. Hij oefende er de meest uiteenlopende beroepen uit en verslond ondertussen alle boeken die hij te pakken kon krijgen. Zijn eerste passen in de amusementswereld waren heel bescheiden : rolletjes van clown en acrobaat in een dansnummer, assistent van een goochelaar.

### Toneeldebuut
Wanneer de Eerste Wereldoorlog uitbrak werd hij verplicht terug te keren naar Zwitserland om soldaat te worden. In 1915, tijdens een van zijn verloven, zag hij de Armeense acteur en latere toneelregisseur Georges Pitoëff zijn Franstalig toneeldebuut maken in Genève, de stad waar de familie Pitoëff zich gevestigd had. Hij was zo onder de indruk dat hij besloot ook acteur te worden. In 1916 trad hij in het huwelijk met Yvonne Tyter die hem een zoon gaf, de latere acteur François Simon. Het huwelijk hield stand tot in 1919.
Pas in oktober 1920 slaagde hij er in tot het toneelgezelschap van Pitoëff toe te treden. Hij mocht debuteren in Mesure pour mesure van William Shakespeare.
In 1922 verhuisde het toneelgezelschap naar het Théâtre des Champs-Élysées in de Franse hoofdstad. In Parijs speelde hij zowel mee in stukken van grote auteurs als George Bernard Shaw, Luigi Pirandello en Maksim Gorki, als in muzikale komedies. Hij was ook te vinden in het boulevardtoneel, in vaudevilles van onder meer Tristan Bernard en Marcel Achard. 
Hij werd vervolgens aangeworven door Louis Jouvet, die Pitoëff in 1924 was opgevolgd aan het hoofd van het Théâtre des Champs-Élysées. Het was in een regie van Jouvet dat hij in 1929 definitief doorbrak met zijn rol in het nieuwe toneelstuk Jean de la Lune van Marcel Achard. Simon bleef zijn eerste roeping zijn hele leven trouw maar het zou de cinema zijn die hem heel populair zou maken.

### Filmdebuut in de stomme film
Op het grote scherm maakte hij in 1925 bijna gelijktijdig zijn debuut in twee films : in het op een roman van Pirandello gebaseerde drama  Feu Mathias Pascal (Marcel L'Herbier) en in een in Zwitserland gedraaide film, de komedie La Vocation d'André Carel (Jean Choux). Zijn groot expressievermogen en zijn speciaal fysisch voorkomen, inzonderheid zijn vreemd gezicht, vielen meteen op. Vermeldenswaardige stomme films uit die periode waren ook nog La Passion de Jeanne d'Arc (1928) van de Deense grootmeester Carl Theodor Dreyer en de komedie Tire-au-flanc (1928), zijn eerste samenwerking met Jean Renoir.

### Glansrijke en productieve jaren dertig
Het is Marcel L'Herbier die hem zijn eerste rol in een spreekfilm gaf : L'Enfant de l'amour (1929). Nu viel, naast zijn fysische verschijning, ook zijn onnavolgbaar stemtimbre en zijn onberispelijke uitspraak op. Daarna, gedurende de ganse jaren dertig, draaide hij de ene film na de andere. Het werd zijn meest productieve en glansrijke periode. Hij vertolkte meesterlijk rollen in films die toen miskend werden maar naderhand klassiekers werden zoals de anarchistische komedie Boudu sauvé des eaux (Jean Renoir, 1932) en de tragikomedie L'Atalante, de enige langspeelfilm (en laatste film) van cinéaste maudit Jean Vigo (1934). Hij leverde ook stevig acteerwerk in de komedie Drôle de drame (1937) en in het noodlotsdrama Le Quai des brumes (1938), twee vroege films van Marcel Carné. Hij was ook de echtgenoot die vermoord moest worden in Le Dernier Tournant (Pierre Chenal, 1939), de eerste filmversie van de beroemde roman The Postman Always Rings Twice van James M. Cain. Twee films die zich in het acteursmilieu afspeelden waren ook vermeldenswaardig : de spannende zedenkomedie Le Mort en fuite (1936) en het drama La Fin du jour (Julien Duvivier, 1939). Maar daarnaast speelde hij in die tijd om den brode ook mee in een aantal minder kwaliteitsvolle, nu veelal vergeten films. 

### Kalme jaren veertig
In de jaren veertig was Simon in beduidend minder films te zien. Opvallend in die periode waren de verfilmingen gebaseerd op werk van onder meer Émile Zola (Au Bonheur des Dames, een van de allereerste films van André Cayatte, 1943), Honoré de Balzac (Vautrin, 1944) en Georges Simenon (in Panique speelde hij een heel dubbelzinnig personage, iets wat hij heel graag en goed deed). Vermeldenswaardig waren voorts zijn hoofdrollen in de tragikomedie Non coupable (Henri Decoin, 1947) waarin hij een verbluffend en verontrustend portret van een alcoholistische dokter bracht en in de Italiaanse sandalenfilm Fabiola (Alessandro Blasetti, 1949).

### Vruchtbare jaren vijftig
De jaren vijftig waren weer erg vruchtbaar. Ondanks een vergiftiging waar hij jaren last van had was hij in een dertigtal films te zien. Het decennium begon uitstekend met de tragikomedie La Beauté du diable (René Clair, 1950) waarin hij aan de zijde van Gérard Philipe gestalte gaf aan de oude Faust én aan Mephistopheles. In de zwarte tragikomedie La Poison (Sacha Guitry, 1951) vertolkte hij een man die van plan was zijn vrouw te vermoorden. Daartoe hoorde hij een advocaat, gespecialiseerd in het vrijpleiten van moordenaars, uit over hoe men 'veilig' een moord moest plegen. Daarna bleef hij de meest diverse hoofdrollen spelen in tal van (tragi)komedies en drama's. 

### Latere carrière
Vanaf de jaren zestig verdween hij meer naar de achtergrond in de films waaraan hij nog zijn medewerking verleende. In 1966 maakte hij een ontroerende comeback dankzij de eerste film van Claude Berri, de autobiografisch getinte tragikomedie Le Vieil homme et l'Enfant (1966) waarin hij in de huid kroop van Pépé, een knorrige oud-strijder en antisemiet die zich tijdens de Duitse bezetting verplicht zag zich te ontfermen over een joods jongetje. Daarna speelde hij nog enkele patriarchale rollen zoals in het bevreemdende drama Blanche (1971) van cultregisseur Walerian Borowczyk om dan waardig afscheid te nemen met de rol van een anarchistische clochard in de komedie L'Ibis rouge (Jean-Pierre Mocky, 1975).  
Michel Simon overleed in 1975 op 80-jarige leeftijd aan de gevolgen van een hartaanval.

## Filmografie

### Langspeelfilms (selectie)
- 1925: La Vocation d'André Carel (La Puissance du travail) (Jean Choux)
- 1925: Feu Mathias Pascal (Marcel L'Herbier)
- 1928: Tire-au-flanc (Jean Renoir)
- 1928: La Passion de Jeanne d'Arc (Carl Theodor Dreyer)
- 1929: L'Enfant de l'amour (Marcel L'Herbier)
- 1931: On purge bébé (Jean Renoir)
- 1931: La Chienne (Jean Renoir)
- 1931: Jean de la Lune (Jean Choux)
- 1932: Boudu sauvé des eaux (Jean Renoir)
- 1933: Du haut en bas (Georg Wilhelm Pabst)
- 1934: Lac aux dames (Marc Allégret)
- 1934: Le Bonheur (Marcel L'Herbier)
- 1934: L'Atalante (Jean Vigo)
- 1935: Amants et Voleurs (Raymond Bernard)
- 1936: Sous les yeux d'Occident (Razumov) (Marc Allégret)
- 1936: Le Mort en fuite (André Berthomieu)
- 1936: Faisons un rêve (Sacha Guitry)
- 1937: Drôle de drame (Marcel Carné)
- 1937: La Bataille silencieuse (Pierre Billon)
- 1937: Naples au baiser de feu (Augusto Genina)
- 1938: Le Ruisseau (Claude Autant-Lara)
- 1938: Les Nouveaux Riches  (André Berthomieu)
- 1938: Les Disparus de Saint-Agil (Christian-Jaque)
- 1938: La Chaleur du sein (Jean Boyer)
- 1938: Le Quai des brumes (Marcel Carné)
- 1939: Eusèbe député (André Berthomieu)
- 1939: Noix de coco (Jean Boyer)
- 1939: Les Musiciens du ciel (Georges Lacombe)
- 1939: Derrière la façade (Georges Lacombe en Yves Mirande)
- 1939: Le Dernier Tournant (Pierre Chenal)
- 1939: Cavalcade d'amour (Raymond Bernard)
- 1939: La Fin du jour (Julien Duvivier)
- 1939: Circonstances atténuantes (Jean Boyer)
- 1940: La Comédie du bonheur (Marcel L'Herbier)
- 1943: Au Bonheur des Dames (André Cayatte)
- 1944: Vautrin (Pierre Billon)
- 1945: Un ami viendra ce soir (Raymond Bernard)
- 1946: Panique (Julien Duvivier)
- 1947: Non coupable (Henri Decoin)
- 1947: Les Amants du pont Saint-Jean (Henri Decoin)
- 1949: Fabiola (Alessandro Blasetti)
- 1950: La Beauté du diable (René Clair)
- 1951: La Poison (Sacha Guitry)
- 1952: Le Marchand de Venise (Pierre Billon)
- 1952: Monsieur Taxi (André Hunebelle)
- 1952: La Fille au fouet (Jean Dréville)
- 1952: Brelan d'as (Henri Verneuil) (sketchenfilm, de episode Les témoignages d'un enfant de chœur)
- 1952: La Vie d'un honnête homme (Sacha Guitry)
- 1952: Femmes de Paris (Jean Boyer)
- 1953: Saadia  (Albert Lewin)
- 1955: L'Impossible Monsieur Pipelet (André Hunebelle)
- 1956: La Joyeuse Prison (André Berthomieu)
- 1957: Les trois font la paire (Sacha Guitry)
- 1959: Austerlitz (Abel Gance)
- 1960: Candide ou l'Optimisme au XXe siècle (Norbert Carbonnaux)
- 1961: Le Bateau d'Émile (Le Homard flambé) (Denys de La Patellière)
- 1962: Le Diable et les Dix Commandements (Julien Duvivier)
- 1962: Cyrano et d'Artagnan (Abel Gance)
- 1962: Pourquoi Paris? (Denys de La Patellière)
- 1964: The Train (John Frankenheimer)
- 1964: Michel Simon (Ole Roos) (documentaire korte film)
- 1966: Le Vieil Homme et l'Enfant (Claude Berri)
- 1970: La Maison (Gérard Brach)
- 1971: Blanche (Walerian Borowczyk)
- 1972: La più bella serata della mia vita (La Plus Belle Soirée de ma vie) (Ettore Scola)
- 1975: L'Ibis rouge (Jean-Pierre Mocky)

### Televisie
- 1960: Boubouroche (Stellio Lorenzi)
- 1964: Cinéma de notre temps : Jean Vigo, documentaire
- 1965: Six comédiens sans personnage (Jean-Émile Jeannesson)
- 1965: Cinéma de notre temps : Sacha Guitry, documentaire
- 1966: La nuit écoute (Claude Santelli)
- 1966: Cinéma de notre temps : Portrait de Michel Simon par Jean Renoir ou Portrait de Jean Renoir par Michel Simon, documentaire van Jacques Rivette
- 1968: Du vent dans les branches de Sassafras (Jacques Duhen)
- 1969: Cinéma de notre temps : René Clair, documentaire
- 1973: Bienvenu à Michel Simon, documentaire
- 1974: Histoire du cinéma français par ceux qui l'on fait, documentaire
- 1995: Michel Simon, documentaire

## Toneel (selectie)
- 1920: Les Ratés van Henri-René Lenormand, in een regie van Georges Pitoëff
- 1920: Mesure pour mesure  (Measure for Measure) van William Shakespeare, in een regie van Georges Pitoëff
- 1920 en 1922: Les bas-fonds van Maksim Gorki, in een regie van Georges Pitoëff
- 1921: Androclès et le Lion van George Bernard Shaw, in een regie van Georges Pitoëff
- 1923: Monsieur Le Trouhadec saisi par la débauche van Jules Romains, in een regie van Louis Jouvet
- 1923: Six personnages en quête d'auteur (Sei personaggi in cerca d'autore) van Luigi Pirandello, in een regie van Georges Pitoëff
- 1926: Comme-ci (ou comme-ça) van Luigi Pirandello, in een regie van Georges Pitoëff
- 1926: Et dzim la la... van Marcel Achard, in een regie van Georges Pitoëff
- 1926: Jean Le Maufranc van Jules Romains, in een regie van Georges Pitoëff
- 1927: Le Revizor van Nikolaj Gogol, in een regie van Louis Jouvet
- 1928: Siegfried van Jean Giraudoux, in een regie van Louis Jouvet
- 1928 en 1933 : Le Cercle (The Circle) van William Somerset Maugham, in een regie van Lucien Rozenberg
- 1929: Jean de la Lune van Marcel Achard, in een regie van Louis Jouvet
- 1929: Amphitryon 38 van Jean Giraudoux, in een regie van Louis Jouvet
- 1935: Hommage des acteurs à Pirandello : Six personnages en quête d'auteur van Luigi Pirandello
- 1959 en 1960 : Théodore cherche des allumettes en Boubouroche van Georges Courteline, in een regie van Georges Chamarat
- 1964: Charmante Soirée van Jacques Deval, in een regie van de auteur
- 1965 en 1967: Du vent dans les branches de sassafras van René de Obaldia, in een regie van René Dupuy

## Prijzen
- 1947: Non coupable : Prijs voor de Beste mannelijke vertolking op het Internationaal Filmfestival van Locarno
- 1967: Le Vieil Homme et l'Enfant : Zilveren Beer voor Beste acteur op het Internationaal Filmfestival van Berlijn